# Le città invisibili
Le città invisibili è una raccolta di racconti di Italo Calvino pubblicata nel 1972.

## Struttura
(Marco Polo)
Il libro di Calvino è composto da nove capitoli, ciascuno dei quali si apre e chiude con un dialogo fra Marco Polo e l'imperatore dei Tartari Kublai Khan, che interroga l'esploratore sulle città del suo immenso impero. Ciascun capitolo contiene cinque descrizioni delle città visitate da Marco Polo, tranne il primo e l'ultimo capitolo che contengono dieci descrizioni. Le cinquantacinque città, ciascuna delle quali ha un nome di donna di derivazione classicheggiante, sono poi raggruppate nelle seguenti undici sezioni: «Le città e la memoria»; «Le città e il desiderio»; «Le città e i segni»; «Le città sottili»; «Le città e gli scambi»; «Le città e gli occhi»; «Le città e il nome»; «Le città e i morti»; «Le città e il cielo»; «Le città continue»; «Le città nascoste». Queste sezioni si succedono di continuo secondo un procedimento di alternanza scalare. La successione delle città e delle sezioni non implica infatti una sequenzialità o una gerarchia, ma, come spiega lo stesso Calvino in Lezioni americane, forma una rete "entro la quale si possono tracciare molteplici percorsi e ricavare conclusioni plurime e ramificate".
CAP. I A
- …. [cornice I]
- Le città e la memoria.1. Diomira
- Le città e la memoria.2. Isidora
- Le città e il desiderio.1. Dorotea
- Le città e la memoria.3. Zaira
- Le città e il desiderio.2. Anastasia
- Le città e i segni. 1. Tamara
- Le città e la memoria.4. Zora
- Le città e il desiderio.3. Despina
- Le città e i segni. 2. Zirma
- Le città sottili. 1. Isaura
- …. [cornice II]

CAP. I B
- …. [cornice II A]
- Le città e la memoria. 5. Maurilia
- Le città e il desiderio. 4. Fedora
- Le città e i segni. 3. Zoe
- Le città sottili. 2. Zenobia
- Le città e gli scambi. 1. Eufemia
- …. [cornice II B]

CAP. III
- …. [cornice III A]
- Le città e il desiderio. 5. Zobeide
- Le città e i segni. 4. Ipazia
- Le città sottili. 3. Armilla
- Le città e gli scambi. 2. Cloe
- Le città e gli occhi. 1. Valdrada
- …. [cornice III B]

CAP. IV
- …. [cornice IV A]
- Le città e i segni. 5. Olivia
- Le città sottili. 4. Sofronia
- Le città e gli scambi. 3. Eutropia
- Le città e gli occhi. 2. Zemrude
- Le città e il nome. 1. Aglaura
- …. [cornice IV B]

CAP. V
- …. [cornice V A]
- Le città sottili. 5. Ottavia
- Le città e gli scambi. 4. Ersilia
- Le città e gli occhi. 3. Bauci
- Le città e il nome. 2. Leandra
- Le città e i morti. 1. Melania
- …. [cornice V B]

CAP. VI
- …. [cornice VI A]
- Le città e gli scambi. 5. Smeraldina
- Le città e gli occhi. 4. Fillide
- Le città e il nome. 3. Pirra
- Le città e i morti. 2. Adelma
- Le città e il cielo. 1. Eudossia
- …. [cornice VI B]

CAP. VII
- …. [cornice VII A]
- Le città e gli occhi. 5 Moriana
- Le città e il nome. 4. Clarice
- Le città e i morti. 3. Eusapia
- Le città e il cielo. 2. Bersabea
- Le città continue. 1. Leonia
- …. [cornice VII B]

CAP. VIII
- …. [cornice VIII A]
- Le città e il nome. 5. Irene
- Le città e i morti. 4. Argia
- Le città e il cielo. 3. Tecla
- Le città continue. 2. Trude
- Le città nascoste. 1. Olinda
- …. [cornice VIII B]

CAP. IX
- …. [cornice IX A]
- Le città e i morti. 5. Laudomia
- Le città e il cielo. 4. Perinzia
- Le città continue. 3. Procopia
- Le città nascoste. 2. Raissa
- Le città e il cielo. 5. Andria
- Le città continue. 4. Cecilia
- Le città nascoste. 3. Marozia
- Le città continue. 5. Pentesilea
- Le città nascoste. 4. Teodora
- Le città nascoste. 5. Berenice
- …. [cornice IX B]

## Storia editoriale
Nella «Presentazione» contenuta già nella prima edizione di quest'opera e in un'intervista rilasciata dall'autore al settimanale L'Espresso in occasione dell'uscita de Le città invisibili, Italo Calvino affermava che alla base del libro vi erano l'intenzione di rifare il Milione di Marco Polo e riflessioni sul ruolo delle megalopoli moderne. La serie delle città, nata come pezzi isolati, «come poesie che mettevo sulla carta», era poi confluita nei corsivi che precedono e seguono ogni capitolo del libro». È stato inoltre ipotizzato che il legame tra Le città invisibili di Calvino e Il Milione di Marco Polo non fosse diretto, ma mediato da un "rifacimento” dell'opera di Marco Polo, ossia il Marco Polo di Viktor Šklovskij, pubblicato negli anni trenta in lingua russa e conosciuto da Calvino attraverso una traduzione in lingua francese.

## Premi
Dopo la pubblicazione americana (1974, trad. di William Weaver), l'opera è stata finalista del Premio Nebula del 1975, assegnato dalla SFWA (Science Fiction Writers of America), per la categoria "Miglior romanzo".

## Altri studi
A distanza di diversi decenni dalla sua morte, l’influenza di Calvino, più che tra i letterati, si riscontra sempre più in altre discipline, come l’astronomia, la matematica, l’architettura e l'arte figurativa. 
Il connubio tra Calvino e l’architettura è valutabile, nel corso degli ultimi decenni, nello sviluppo degli spunti architettonici che si possono trovare nelle sue opere. Tali spunti sono stati estratti principalmente dalle Lezioni americane e dalle Città invisibili.
L'architetta indiana Aarati Kanekar, ha proposto un suo studio su progetti di giochi costruttivi/tridimensionali basati sui due testi letterari di Italo Calvino Le città invisibili e Se una notte d'inverno un viaggiatore.

## Riferimenti in altre opere
- All'opera di Calvino si è ispirato il regista Gianfranco Rosi per il suo documentario dal titolo Sacro GRA[13].
- L'opera di Calvino si trasforma in arte figurativa: Le Città Invisibili sono state illustrate da Colleen Corradi Brannigan.
- Il titolo del romanzo Ciò che inferno non è di Alessandro D'Avenia è tratto da una citazione dell'opera di Calvino.
- Il libro Atlante delle Terre del Sogno di Carlo Baja Guarienti e Alberto Ponticelli (Mondadori 2024), dedicato alla geografia delle Dreamlands di Howard Phillips Lovecraft, contiene diversi riferimenti all'opera di Calvino.

### Edizioni
- Italo Calvino, Le città invisibili, collana Collezioni "Supercoralli" e "Nuovi coralli" n. 182, 1ª ed., Einaudi, 1972.
- Italo Calvino, Le città invisibili, in Claudio Milanini, Mario Barenghi e Bruno Falcetto (a cura di), Romanzi e racconti, collana I Meridiani, II, 2ª ed., Milano, A. Mondadori, 2005,  pp. 357-498, ISBN 88-04-55082-1.

#### Traduzioni
- Invisible cities, trad. inglese di William Weaver, 1974
- Les villes invisibles, trad. francese di Jean Thibaudeau, 1974
- Niewidzialne miasta, trad. polacca di Alina Kreisberg, 1975
- Näkymättömät kaupungit, trad. finlandese di Jorma Kapari, 1976
- Die unsichtbaren Städte, trad. tedesca di Heinz Riedt, 1977
- De osynliga städerna, trad. svedese di Estrid Tenggren, 1978
- Orasele invizibile, trad. romena di Alexandra Şora, 1979
- Láthatatlan városok, trad. ungherese, 1980
- Usynlige byer, trad. norvegese di Jorunn Aardal, 1982
- De onzichtbare steden, trad. olandese di Henny Vlot, 1982
- Las ciudades invisibles, trad. spagnola di Aurora Bernárdez, 1983
- he-ʻArim ha-semuyot me-ʻayin, trad. ebraica di G'eo Shiloni, 1984
- Les ciutats invisibles, trad. catalana di Francesc Sales, 1985
- Neviditelná mĕsta, trad. ceca di Vladimír Hořký, 1986
- Hoi aorates poleis, trad. greca di Sasa Kapogiannopoulou, 1989
- Nevidna mesta, trad. slovena di Srečko Fišer, 1990
- As cidades invisíveis, trad. portoghese di Diogo Mainardi, 1990
- Görünmez kentler, trad. turca di Işıl Saatçioğlu, 1990
- Sharhhā-yi nāmarʼī, trad. persiana di Tar̄ānah Yaldā, 1990
- Nevidljivi gradovi, trad. serba di Jasmina Tešanović, 1995
- De usynlige byer, trad. danese di Lene Waage Petersen, 1998
- Mudun al-khayal, trad. araba di Muhmud Maw'id, 1998
- Nevidljivi gradovi, trad. croata di Tatjana Peruško, 1998
- Neviditel'né mestá, trad. slovacca di Pavol Koprda, 2000
- As cidades invisibles, trad. gallega, 2000
- Maruko pōro no mienai toshi, trad. giapponese di Yonekawa Ryōfu, 2001
- Orasele invizibile, trad. romena di Oana Bosca-Malin, 2001
- Kan bu jian de cheng shi (看不见的城市s), trad. cinese di Wang Zhihong yi, 2006
- Shahr'hā-yi nāpaydā, trad. farsi di Bahman Riʼīsī, 2009
- Nevidimye goroda, trad. russa di Natalʹi A. Stavrovskoj, 2010
- Itālo Kālabhinora alakshya janapada, trad. bengalese di Abhijit̲a Ghosha e Jaẏatī Datta, 2010

### Fonti critiche
- (EN) JoAnn Cannon, The map of the Universe: Le città invisibili, in Italo Calvino: Writer & Critic, Ravenna, Angelo Longo Editore, 1981,  pp. 84-88.
- Fabio Di Carlo, Paesaggi di Calvino, Melfi, Libria, 2013, ISBN 9788867640218.
- (EN) Ellen Esrock, The Reader’s Eye: Visual Imaging as Reader Response, Baltimora, Johns Hopkins University Press, 1994.
- Bruno Falcetto, «Città invisibili (Le)», in Dizionario Bompiani delle opere e dei personaggi di tutti i tempi e di tutte le letterature, II, Milano, RCS Libri, 2005,  pp. 1608-09, ISSN 1825-78870 (WC · ACNP).
- William Franke, "The Deconstructive Anti-Logic of Italo Calvino’s Le città invisibili,” Italian Quarterly 30 (1989): 31-41. Ripreso in Italo Calvino: Modern Critical Views, a cura di Harold Bloom (Philadelphia: Chelsea, 2001), pp. 28–30.
- William H. Gass, On Italo Calvino's Invisible Cities, in Via 8.
- (EN) Aarati Kanekar, Designing games: Structure, playability and intelligibility (PDF), Università di Cincinnati, 2003.
- Roberto Ludovico, Dietro le città invisibili Viktor Sklovskij, narratore (PDF), in Quaderni d’italianistica, XX, n. 1-2, Toronto, Canadian Society for Italian Studies, 1999,  pp. 217-226. URL consultato il 28 maggio 2022.
- (EN) Letizia Modena, Italo Calvino's Architecture of Lightness: The Utopian Imagination in An Age of Urban Crisis, Londra, Routledge, 2011.
- Andrea Palermitano, Le città invisibili sulle mappe del mondo. Una ricognizione, in Enthymema, n. 25, 2020,  pp. 295-308, DOI:10.13130/2037-2426/12092.
- Salvatore Settis, Se Venezia muore, Torino, Einaudi, 2014, ISBN 9788806218263.
- (EN) Carolyn Springel, Textual Geography: The Role of the Reader in the Invisible Cities, in Harold Bloom (a cura di), Italo Calvino: Comprehensive Research and Study Guide, Modern Language Studies, n. 15, Infobase Publishing, 2002,  pp. 23-25.
- Marina Zancan, «Le città invisibili» di Italo Calvino, in Alberto Asor Rosa (a cura di), Letteratura Italiana, Le Opere, IV Il Novecento, tomo II, Torino, Einaudi, 1996,  pp. 875-929.
- Nel regno di Calvinia : Sfogliando l'Atlante, colloquio con l'autore, in L'Espresso, Roma, 1972,  p. 11, ISSN 0423-4243 (WC · ACNP).